# Adalbert Waagen
Adalbert Waagen (* 30. März 1833 in München; † 15. April 1898 in Berchtesgaden) war ein deutscher Maler.
Waagen war der Sohn des Künstlers Carl Waagen und ein Enkel des Historien- und Landschaftsmalers Friedrich Ludwig Heinrich Waagen. Er war seit 1855 in München ein Schüler von Albert Zimmermann, dem er auch nach Mailand folgte. 1859 kehrte er von dort nach München zurück. 1868 richtete er ein Atelier in Berchtesgaden ein und nahm dort auch seinen Wohnsitz. Der Prinzregent Luitpold verlieh ihm 1891 den Ehrentitel eines Königlichen Professors sowie die Ehrenbürgerschaft von Berchtesgaden.
Sein Schwerpunkt lag auf der Darstellung von Gebirgen und Landschaften. Seine idealtypischen Ansichten gehen über Albert Zimmermann auf Joseph Anton Koch zurück.
Werke von ihm sind in der Neuen Pinakothek und im Münchner Stadtmuseum vorhanden.
Die Grabstätte von Adalbert Waagen ist auf dem Alten Friedhof in Berchtesgaden.

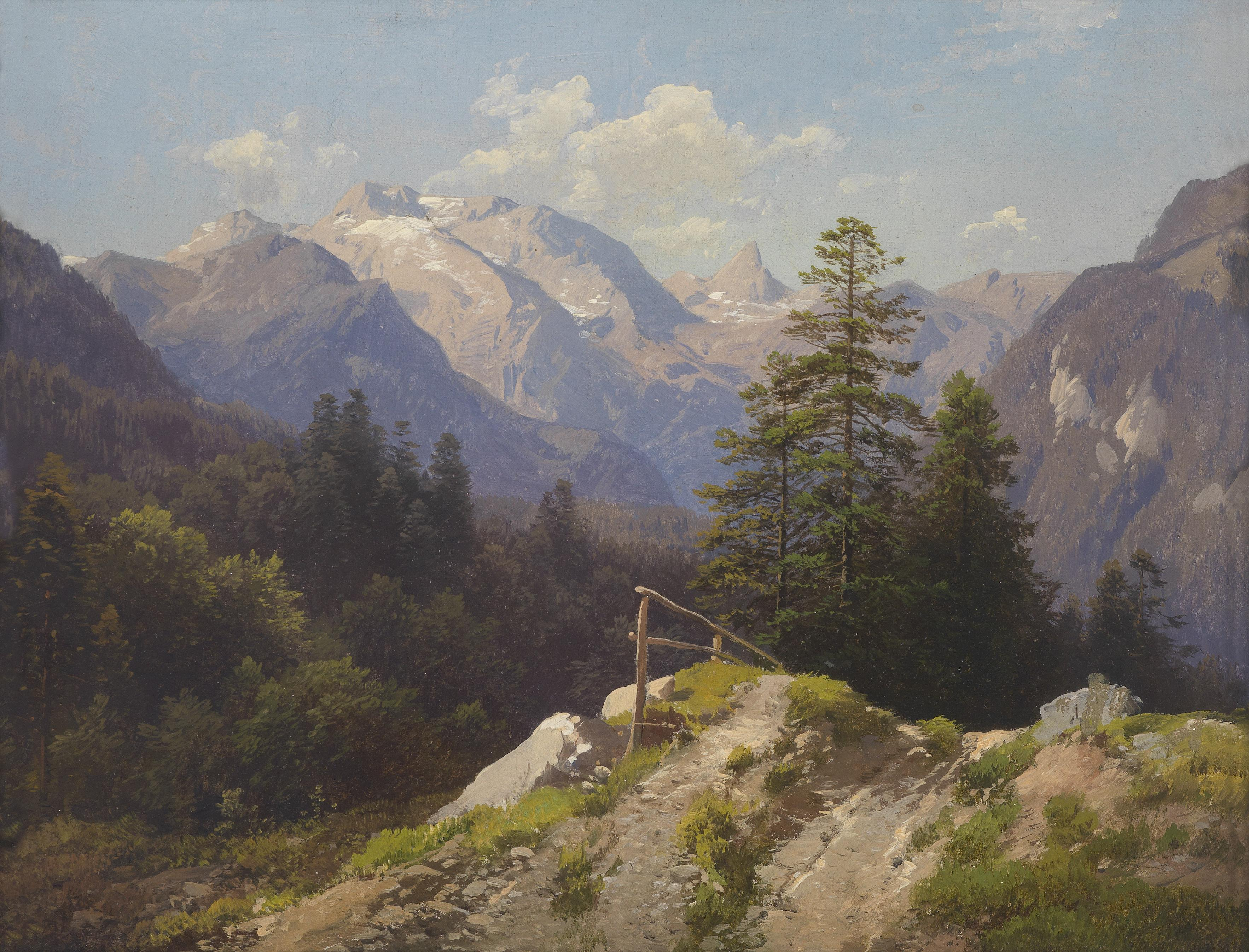
Gebirgsmotiv von Adalbert Waagen
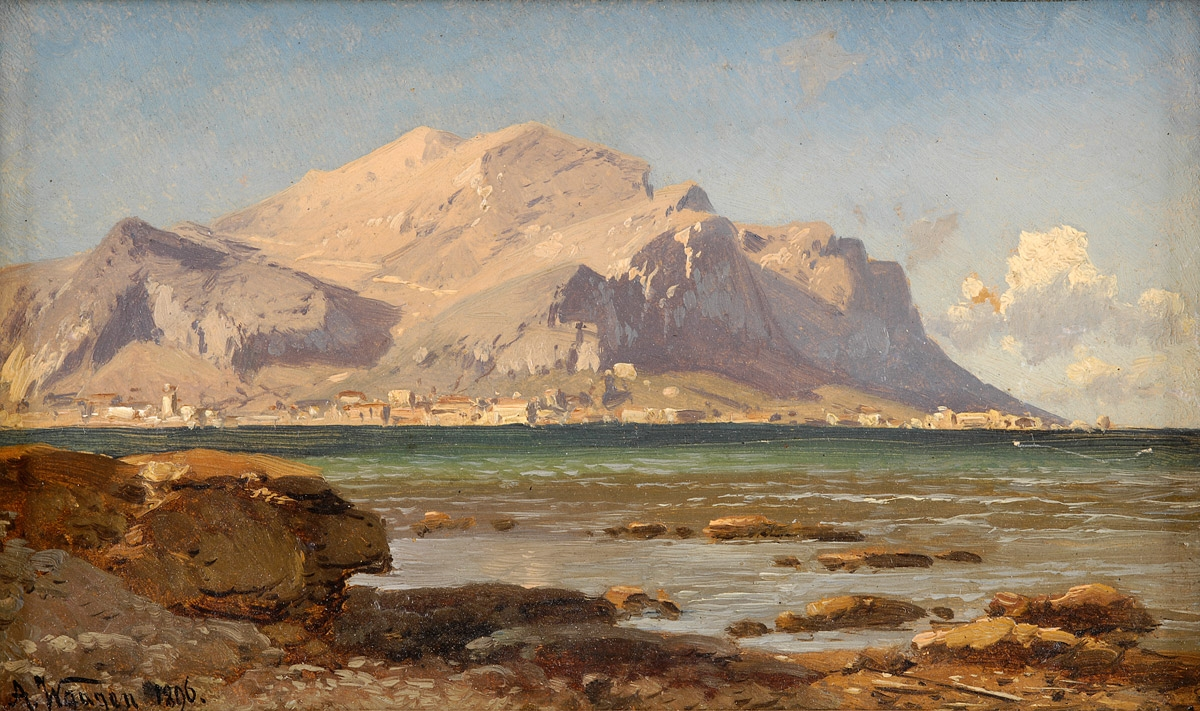
Die Bucht von Palermo, 1896
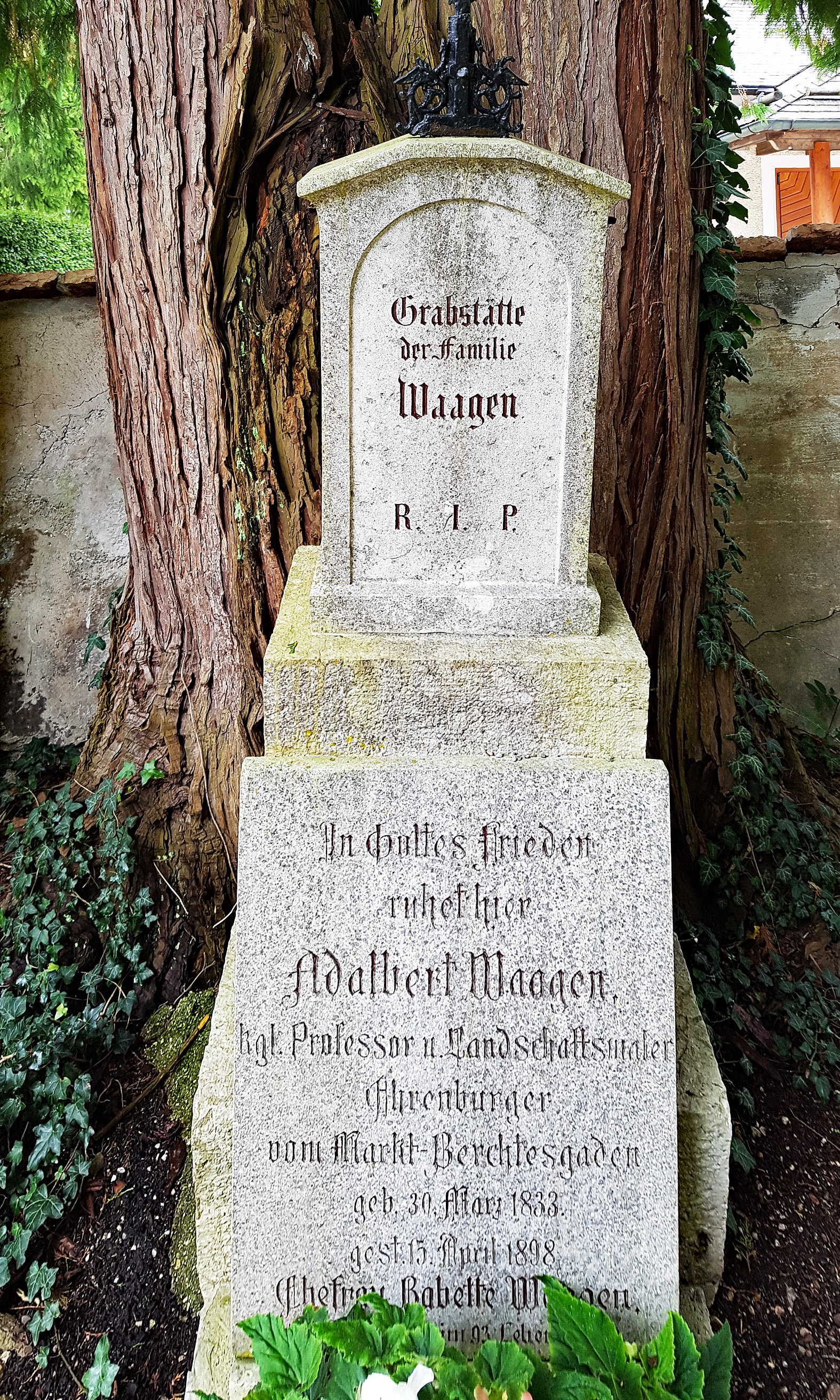
Grabstätte von Adalbert Waagen in Berchtesgaden